# Condado de Laristão
A região de Larestan ou Laristão (em persa: شهرستان لارستان) é uma região da província de Fars, Irã. Sua capital é Lar e possui uma população de aproximadamente 226.000 habitantes.
As principais cidades são Geraxa, Lar e Evaz.